# Nealcidion melasmum
Nealcidion melasmum là một loài bọ cánh cứng trong họ Cerambycidae.